# Мьянманско-японские отношения
Мьянманско-японские отношения — двусторонние отношения между Мьянмой и Японией. Япония превратилась в крупнейшего инвестора Мьянмы и воздерживалась от резких осуждений политики мьянманских властей.

## История
В период Второй мировой войны Британская Бирма была оккупирована японцами. В период японской оккупации была создана Армия независимости Бирмы, в которой служили некоторые будущие лидеры Бирмы, например, Аун Сан и Не Вин. После Второй мировой войны Японии платила Бирме репарации.
В 1957 году премьер-министр Японии Киси Нобускэ две поездки по странам Юго-Восточной Азии начал с Бирмы. При Не Вине Япония была единственным иностранным партнёром Бирмы. Япония не критиковала Бирму за нарушение прав человека. В 1963 году премьер-министр Японии Икэда Хаято посетил Бирму. Во время визита в Бирму в 1983 году министр иностранных дел Японии Синтаро Абэ заявил, что Бирма является «крайне прояпонской страной».
После того, как военный режим, совершивший переворот в 1988 году, сообщил о проведении всеобщих выборов в 1990 году, Япония в 1989 году признала военный режим официальным правительством Бирмы.
В мае 2013 года Синдзо Абэ посетил Мьянму. В ноябре 2016 года в Токио Синдзо Абэ принял Аун Сан Су Чжи.
В 2019 году Япония воздержалась при голосовании в Совете ООН по правам человека по резолюции, осуждавшей нарушения прав человека и притеснения рохинджа.
Председатель крупнейшего благотворительного фонда Японии Ёхэй Сасакава несколько десятилетий действовал в Мьянме. Синдзо Абэ назначил Ёхэя Сасакава специальным представителем правительства Японии по мирному урегулированию в Мьянме. Благодаря усилиям Ёхэя Сасакава было обеспечено прекращение огня между Вооруженными силами Мьянмы и Армией Аракана на время проведения выборов в ноябре 2020 года
После военного переворота 2021 года Япония не присоединилась к новым западным санкциям против Мьянмы и не стала решительно осуждать режим Мин Аун Хлайна. При этом власти Японии разрешили открыть в Токио представительство Правительства национального единства. Японские власти официально не признали Правительство национального единства, но некоторые депутаты японского парламента поддержали эту организацию. Например, за признание Правительства национального единства выступил Исибаси Митихиро, который стал исполнительным директором Японской парламентской группы поддержки демократизации в Мьянме.
20 февраля 2023 года в Нейпьидо Мин Аун Хлайн вручил медаль бывшему министру телекоммуникаций Японии Хидэо Ватанабэ, который также принял медаль для награждения бывшего премьер-министра Японии Таро Асо.

## Экономическое сотрудничество
К 1988 году Япония превратилась в главного экономического донора Бирмы. За период с 1964 года по 1988 год Япония предоставила Бирме около 2,2 млрд долларов помощи — значительно больше, чем все остальные страны. Официальная помощь на цели развития от Японии составляла 20 % бюджета Бирмы и 71,5 % общего объёма иностранной помощи. После военного переворота 1988 года Япония приостановила оказание помощи Бирме. Однако это приостановление было формальным — фактически официальная помощь на цели развития предоставлялась Японией Бирме до 2011 года. В 2013 году Япония списала долг Мьянмы в размере 4,6 млрд долларов. В декабре 2013 года было подписано мьянманско-японское инвестиционное соглашение, на основании которого в мае 2014 года была создана особая экономическая зона Тилава. В 2018 году Япония стала первой страной-инвестором — 36 % общего объёма инвестиций. В 2018 году начал работать японский проект модернизации железной дороги Мандалай — Янгон.
По состоянию на конец июня 2021 года в Мьянму инвестировали 433 японские компании. Военный переворот 2021 года несколько ослабил японскую помощь. В ноябре 2022 года Япония отказалась предоставить дополнительные кредиты для модернизации железной дороги Мандалай — Янгон. В 2022 году японская компания перевела более 1 млн долларов Мьянманской экономической корпорации для проекта строительства моста через Баго в Янгоне
В Японии была создана Ассоциация Япония — Мьянма, представляющая интересы японских компаний, получающих выгоду о экономических связей с Мьянмой. В эту структуру вошли бывшие премьер-министры Японии Ясухиро Накасонэ и Таро Асо, бывший министр юстиции Японии Ёсито Сэнгоку и бывший министр телекоммуникаций Японии Хидэо Ватанабэ.

## Военное сотрудничество
После военного переворота 2021 года четверо мьянманских военнослужащих были приняты на обучение в Японии: трое в Национальную академию оборону и один в школу курсантов Военно-воздушных сил самообороны. Благодаря этому число мьянманских военнослужащих, обучавшихся в Японии достигло 11 человек. После критики со стороны международных организаций, в сентябре 2022 года министерство обороны Японии заявило о прекращении приёма на обучение военнослужащих из Мьянмы. При этом уже принятым военнослужащим было позволено продолжить обучение.